# Waverly (Iowa)
Waverly è una città degli Stati Uniti d'America, situata nello Stato dell'Iowa e in particolare nella Contea di Bremer, della quale è il capoluogo.